# フォーブス・トラベルガイド
フォーブス・トラベルガイド（Forbes Travel Guide／旧称：モービルガイドまたはモービルトラベルガイド）は、アメリカの5つ星の格付けシステムを世界で初めて導入したトラベルガイド。主にホテル、レストラン、スパなどを格付けし評価している。

## 歴史
フォーブス・トラベルガイドは、1958年にモービルとサイモン＆シュスターによって設立された、米国最古の旅行ガイド。評価は、匿名の有給スタッフが客観的な基準に基づいて星（5つ星、4つ星、または推奨）で行う。フォーブス・トラベルガイドの5つ星評価は非常に名誉なこととされ、2022年には323のホテル、102のスパ、74のレストランが5つ星評価を受けた。

## 星評価
フォーブス・トラベルガイドは、5つ星、4つ星、推奨の評価カテゴリを設けており、匿名の検査官チームが独自の基準に照らして施設を評価している。
| 5つ星          | 5つ星 | 4つ星            | 4つ星 | 推奨           | 推奨 | 合計             | 合計 |
| -------------- | ----- | ---------------- | ----- | -------------- | ---- | ---------------- | ---- |
| アメリカ合衆国 | 151   | アメリカ合衆国   | 444   | アメリカ合衆国 | 213  | アメリカ合衆国   | 808  |
| 中国           | 77    | 中国             | 105   | 中国           | 33   | 中国             | 215  |
| イギリス       | 16    | カナダ           | 36    | イタリア       | 19   | イギリス         | 58   |
| フランス       | 13    | イギリス         | 29    | イギリス       | 13   | カナダ           | 53   |
| メキシコ       | 12    | メキシコ         | 27    | カナダ         | 11   | イタリア         | 52   |
| イタリア       | 10    | 日本             | 26    | フランス       | 10   | メキシコ         | 49   |
| 日本           | 7     | イタリア         | 23    | メキシコ       | 10   | フランス         | 42   |
| シンガポール   | 7     | アラブ首長国連邦 | 23    | 日本           | 9    | 日本             | 42   |
| カナダ         | 6     | インドネシア     | 21    | スペイン       | 8    | アラブ首長国連邦 | 33   |
| スイス         | 5     | フランス         | 19    | ポルトガル     | 7    | インドネシア     | 30   |
| その他         | 39    | その他           | 150   | その他         | 115  | その他           | 312  |
| 合計           | 343   | 合計             | 903   | 合計           | 448  | 合計             | 1694 |

）